# Cédric Guironnet

a Compétitions nationales et continentales officielles uniquement.

Dernière mise à jour le 9 août 2017.
 Cédric Guironnet, né le 14 juillet 1985, est un joueur français de rugby à XV qui évolue au poste de deuxième ligne. Il joue notamment avec le club de l'US Carcassonne pendant sept saisons.

## Biographie
En provenance du Montpellier HR, Guironnet signe son premier contrat professionnel avec l'US Dax en 2008.
Il est déclaré inapte à la pratique du rugby à XV pendant l'intersaison 2017, et est contraint de mettre un terme à sa carrière sportive ; il entame alors sa reconversion en suivant des études de kinésithérapie au CLESI.

## Palmarès
- Championnat de France espoirs de rugby à XV :
  - Vice-champion : 2007 avec le Montpellier HR.